# Morley (Derbyshire)
Pour les articles homonymes, voir Morley.
Morley est un village et une paroisse civile du Derbyshire, en Angleterre. Administrativement, il relève du district non métropolitain	d'Erewash.

## Démographie
Au recensement de 2011, la paroisse civile de Morley comptait 413 habitants.